# Jean-Charles Marchiani
Jean-Charles Marchiani este un om politic francez, membru al Parlamentului European în perioada 1999-2004 din partea Franței. A fost prefect de Var din 1995 până în 1997.